# Valeriana boliviana
Valeriana boliviana là một loài thực vật có hoa trong họ Kim ngân. Loài này được Britton miêu tả khoa học đầu tiên năm 1891.